# 桑名哲夫
桑名 哲夫（くわな てつお）は日本の実業家。三菱伸銅株式会社代表取締役社長、財団法人次世代金属・複合材料研究開発協会副理事長等を務めた。

## 人物・経歴
宮城県出身。1962年一橋大学経済学部卒業、三菱金属入社。1986年製錬事業本部原料部長、1993年取締役・製錬事業本部副事業本部長兼営業部長。1993年三菱伸銅取締役兼任。1995年三菱マテリアル常務製錬事業本部長兼三菱伸銅監査役。1999年三菱マテリアル副社長。2000年三菱伸銅代表取締役社長。2001年には後藤製作所やゴトー・フィリピン・コーポレーションの株式の取得しグループ化し、電子部材事業への進出を本格化した。財団法人次世代金属・複合材料研究開発協会（現一般財団法人素形材センター）副理事長、社団法人日本銅センター理事等も歴任した。

## 著作
- 「三菱マテリアル素材部門の海外展開」海外投融資 7（2）（通号 38）1998年